# Aganipe
Aganipe (en grec antic Ἀγανίππη) és el nom d'una font i de la nimfa (una crenea) associada amb ella a la mitologia grega. Aganipe era la filla del riu Ternesos.
La font d'Aganipe és a prop del peu del mont Helicó, a Tèspies (Beòcia). Es deia que la font la va crear el cavall Pegàs amb les seves peülles, i estava relacionada amb les Muses com a font d'inspiració poètica.